# 5-я воздушная армия (СССР)
5-я воздушная армия (5-я ВА) — воздушная армия РККА в составе Вооружённых сил СССР во время Великой Отечественной войны. Сформирована 6 июня 1942 года приказом НКО от 3 июня 1942 года на базе ВВС Северо-Кавказского фронта.

## Формирование
Сформирована в июне 1942 г. в соответствии с приказом НКО СССР от 03.06.1942 г. из частей и соединений ВВС Крымского фронта, ВВС 44-й, 47-й, 51-й и Приморской армий Северо-Кавказского фронта, а также 15-й ударной авиагруппы.

## История наименований
- 5-я воздушная армия с момента формирования по 10.01.1949 года.
- 10 января 1949 года переименована в 48-ю воздушную армию (48 ВА). В период с 1947 по 1958 годы контролировала также воздушное пространство над Румынией.
- В апреле 1968 года переименована в 5-ю воздушную армию (5 ВА)
- В апреле 1980 года 5-я ВА переименована в ВВС Одесского военного округа
- В мае 1988 года ВВС Одесского военного округа переименованы в 5-ю воздушную армию (5 ВА)
- В январе 1992 года 5-я ВА вошла в состав украинских ВВС.

## Состав
Первоначальный состав:
- 236-я истребительная авиационная дивизия;
- 237-я истребительная авиационная дивизия;
- 265-я истребительная авиационная дивизия;
- 238-я штурмовая авиационная дивизия;
- 132-я бомбардировочная авиационная дивизия;
- два отдельных авиационных полка;[1]
- армейская газета «Советский пилот».
- 511-й отдельный разведывательный авиационный полк (ОРАП)
- Отдельный авиационный отряд 5-й воздушной армии — в составе Действующей армии: с 11 июля 1942 года по 23 апреля 1943 года, с 9 июля 1943 года по 11 мая 1945 года[2]

На 09 мая 1945 года:

- 3-й гвардейский истребительный авиационный корпус
  - 13-я гвардейская Полтавско-Александрийская истребительная авиационная дивизия
    - 149-й гвардейский истребительный авиационный полк
    - 150-й гвардейский истребительный авиационный полк
    - 151-й гвардейский истребительный авиационный полк

  - 14-я гвардейская Кировоградская истребительная авиационная дивизия
    - 177-й гвардейский истребительный авиационный полк
    - 178-й гвардейский истребительный авиационный полк
    - 179-й гвардейский истребительный авиационный полк

  - 8-я гвардейская отдельная авиационная эскадрилья связи
  - 43-я отдельная гвардейская рота связи
  - 2638-я военно-почтовая станция
- 3-й гвардейский Штурмовой Авиационный Корпус
  - 7-я гвардейская штурмовая Дебреценская Краснознаменная авиационная дивизия
    - 130-й гвардейский штурмовой авиационный полк (Ил-2)
    - 131-й гвардейский штурмовой авиационный полк (Ил-2)
    - 132-й гвардейский штурмовой авиационный полк (Ил-10)

  - 12-я гвардейская штурмовая авиационная дивизия
    - 187-й гвардейский штурмовой Краснознаменный авиационный полк Ил-2
    - 188-й гвардейский штурмовой Будапештский орденов Кутузова и Александра Невского авиационный полк Ил-2
    - 190-й гвардейский штурмовой Будапештский орденов Суворова и Кутузова авиационный полк Ил-2
- 5-й штурмовой авиационный корпус
  - 4-я гвардейская штурмовая Киевская Краснознаменная ордена Кутузова авиационная дивизия
    - 671-й штурмовой авиационный полк (90-й гвардейский штурмовой Староконстантиновский Краснознаменный авиационный полк)
    - 685-й штурмовой авиационный полк (91-й гвардейский штурмовой Владимир-Волынский Краснознаменный ордена Кутузова авиационный полк)
    - 687-й штурмовой авиационный полк (92-й гвардейский штурмовой Каменец-Подольский орденов Суворова и Богдана Хмельницкого авиационный полк)

  - 264-я штурмовая авиационная Киевская Краснознаменная дивизия
    - 235-й штурмовой Проскуровский авиационный полк
    - 451-й штурмовой Каменец-Подольский ордена Богдана Хмельницкого авиационный полк
    - 809-й штурмовой Каменец-Подольский ордена Богдана Хмельницкого авиационный полк

  - 331-я истребительная Львовская авиационная дивизия
    - 122-й истребительный Будапештский ордена Суворова авиационный полк
    - 179-й истребительный Ярославский ордена Суворова авиационный полк
    - 513-й истребительный Каменец-Подольский ордена Суворова авиационный полк

  - 423-я отдельная авиационная эскадрилья связи
  - 294-я отдельная рота связи
  - 29-й отдельный взвод аэрофотослужбы
  - 1457 военно-почтовая станция
- 218-я бомбардировочная авиационная дивизия;
- 312-й авиационный полк ночных бомбардировщиков;
- 6-я гвардейская истребительная авиационная дивизия
- 279-я истребительная авиационная дивизия
- 331-я истребительная авиационная дивизия
- 511-й разведывательный авиационный полк
- 95-й транспортный авиационный полк
- 207-й разведывательный авиационный полк корректировщиков огня артиллерии
- 44-й авиационный полк ГВФ

Боевой состав на 1962 год

- 119-я истребительная авиационная дивизия (Тирасполь, Молдавская ССР)
  - 86-й гвардейский Борисовский Краснознаменный истребительный ордена Суворова авиационный полк (МиГ-17, Маркулешты, Молдавская ССР)
  - 684-й гвардейский истребительный авиационный полк (МиГ-19, Тирасполь, Молдавская ССР)
  - 161-й гвардейский истребительный авиационный полк (МиГ-17, Сарата, Одесская область)
- 642 гвардейский Братиславский Краснознаменный полк истребителей-бомбардировщиков (МиГ-15, Вознесенск, Николаевская область, Украинская ССР)
- 511-й отдельный разведывательный авиационный полк ПВО (МиГ-15Р, Як-27Р, Буялык, Одесская область, Украинская ССР)
- 827-й отдельный разведывательный авиационный полк (МиГ-15Р, МиГ-17, Тирасполь, Молдавская ССР)
- 112-я отдельная смешанная авиационная эскадрилья обеспечения (Одесса, Украинская ССР)
- 43-й отдельный полк связи и РТО (Одесса, Украинская ССР)

Боевой состав на 1970 год

- 119-я истребительная авиационная дивизия (Тирасполь, Молдавская ССР)
  - 86-й гвардейский Борисовский Краснознаменный истребительный ордена Суворова авиационный полк (МиГ-21, Маркулешты, Молдавская ССР)
  - 684-й гвардейский истребительный авиационный полк (МиГ-21, Тирасполь, Молдавская ССР)
  - 161-й гвардейский истребительный авиационный полк (МиГ-21, Лиманское, Одесская область)
- 642 гвардейский Братиславский Краснознаменный полк истребителей-бомбардировщиков (Вознесенск, Николаевская область, Украинская ССР)
- 827-й отдельный разведывательный авиационный полк (1 аэ — МиГ-21Р, 2 аэ — Ил-28Р, Лиманское, Украинская ССР)
- 29-й отдельный учебный авиационный полк (Бердянск, Запорожская область)
- 112-я отдельная смешанная авиационная эскадрилья обеспечения (Одесса, Украинская ССР)
- 208-я отдельная вертолётная эскадрилья РЭБ (Буялык, Одесская область, Украинская ССР)
- 43-й отдельный полк связи и РТО (Одесса, Украинская ССР)

Боевой состав на 1980 год

- 119-я истребительная авиационная дивизия (Тирасполь, Молдавская ССР)
  - 86-й гвардейский Борисовский Краснознаменный истребительный ордена Суворова авиационный полк (МиГ-21бис, Маркулешты, Молдавская ССР)
  - 684-й гвардейский истребительный авиационный полк (МиГ-23М, Тирасполь, Молдавская ССР)
  - 161-й гвардейский истребительный авиационный полк (МиГ-21, Лиманское, Одесская область)
- 642 гвардейский Братиславский Краснознаменный полк истребителей-бомбардировщиков (МиГ-27 М (Д), Вознесенск, Николаевская область, Украинская ССР)
- 827-й отдельный разведывательный авиационный полк (МиГ-21Р, Су-17М4Р с 1981 года, Лиманское, Украинская ССР)
- 29-й отдельный учебный авиационный полк (Бердянск, Запорожская область)
- 112-я отдельная смешанная авиационная эскадрилья обеспечения (Одесса, Украинская ССР)
- 208-я отдельная вертолётная эскадрилья РЭБ (Буялык, Одесская область, Украинская ССР)
- 43-й отдельный полк связи и РТО (Одесса, Украинская ССР)

В 1983 году в 5-й ВА был сформирован 90-й отдельный штурмовой авиационный полк (Арциз, Украинская ССР)

В 1989 году выведен из состава 5-й ВА в связи с убытием в Афганистан.

В 1984 году в составе 5-й ВА сформирована 153-я отдельная смешанная эскадрилья. (Одесса, Украинская ССР).

В декабре 1989 года из состава 5-й ВА выведена 119-я истребительная авиационная дивизия (Тирасполь, Молдавская ССР) передана в Краснознаменный Черноморский флот
Боевой состав на 1990 год

- 642 гвардейский Братиславский Краснознаменный полк истребителей-бомбардировщиков (МиГ-29, Вознесенск, Николаевская область, Украинская ССР)
- 827-я отдельный разведывательный авиационный полк (Су-17М4Р, Лиманское, Украинская ССР)
- 29-й отдельный учебный авиационный полк (Су-24, Бердянск, Запорожская область)
- 112-я отдельная смешанная авиационная эскадрилья обеспечения (Одесса, Украинская ССР)
- 153-я отдельная смешанная эскадрилья. (Одесса, Украинская ССР).
- 208-я отдельная вертолётная эскадрилья РЭБ (Буялык, Одесская область, Украинская ССР)
- 43-й отдельный полк связи и РТО (Одесса, Украинская ССР)

Изменения боевого состава на сентябрь 1990 года
- 642-й гвардейский апиб переименован в 642-й гвардейский иап (Вознесенск, Николаевская область, Украинская ССР);
- расформирован 29-й отдельный учебный авиационный полк (Бердянск, Запорожская область);
- из состава ВВС ЮГВ выведен 5-й гвардейский истребительный полк, полк расформирован, лётный состав передан 642-му гвардейскому иап (Вознесенск, Николаевская область, Украинская ССР);
- из состава ВВС ЮГВ выведена и передана в состав 5-й воздушной армии 294-я отдельная вертолётная эскадрилья РЭБ, место дислокации — Тирасполь (Тирасполь, Молдавская ССР)

## Вооружение
Их действия должна была поддерживать 5-я воздушная армия. Четыре авиационных корпуса (1-й бомбардировочный, 1-й штурмовой, 4-й и 7-й истребительные), 312-я ночная легкобомбардировочная авиадивизия и 511-й отдельный разведывательный авиаполк воздушной армии на 1 января 1944 года имели 702 исправных самолета.— Над Правобережной Украиной. «Военная Литература» Военная история. (ЦАМО, ф. 327, оп. 4999, д. 94, л. 14)

## Принадлежность
С момента образования армия входила в состав Северо-Кавказского фронта, поддерживала сухопутные войска в Битве за Кавказ. 5 сентября включена в состав Закавказского фронта (второго формирования), 4 февраля 1943 года переподчинена командованию Северо-Кавказского фронта (второго формирования).
24 апреля 1943 года выведена в резерв Ставки ВГК, включена в состав войск Степного военного округа (с 9 июля Степной фронт, с 20 октября 2-й Украинский фронт).

## Командный состав

### Командующие армией
- Генерал-лейтенант, с 25 марта 1944 генерал-полковник авиации Горюнов, Сергей Кондратьевич (3 июня 1942 — 05.1946);[3][4][5]
- Генерал-полковник авиации Рубанов, Степан Ульянович 05.1946 — 09.1947
- Генерал-майор авиации Попов, Дмитрий Дмитриевич 09.1947 — 11.1949
- Генерал-лейтенант авиации Галунов, Дмитрий Павлович 11.1949 — 12.1950
- Генерал-лейтенант авиации Кондратюк, Даниил Фёдорович 12.1950 — 03.1952
- Генерал-полковник авиации Сиднев, Борис Арсеньевич 03.1952 — 04.1961
- Генерал-лейтенант авиации Данкевич, Павел Борисович 04.1961 — 08.1961
- Генерал-лейтенант авиации Кутахов, Павел Степанович, 08.1961 — 07.1967
- Генерал-лейтенант авиации Алексенко, Владимир Аврамович 10.1967 — 06.1974
- Генерал-лейтенант авиации Трофимов, Игорь Сергеевич 07.1974 — 04.1977
- Генерал-лейтенант авиации Шмагин, Владимир Михайлович 04.1977 — 12.1979
- Генерал-лейтенант авиации Бирюков, Алексей Александрович 12.1979 — 03.1985
- Генерал-лейтенант авиации Шапошников Евгений Иванович 03.1985 — 06.1987
- Генерал-лейтенант авиации Васильев, Анатолий Андреевич 07.1989 — 01.1991
- Генерал-лейтенант авиации Липатов, Михаил Иванович 01.1991 — 08.1991
- Генерал-майор авиации Стрельников, Виктор Иванович 08.1991 — 01.1992

### Начальники штаба
- генерал-майор авиации С. П. Синяков (3 июня 1942 — 1 июля 1943);
- генерал-майор авиации Н. Г. Селезнёв (1 июля 1943 — до конца войны)[1][5].

### Заместители командующего по политической части
- бригадный комиссар, с 5 декабря 1942 полковник авиации А. П. Грубич (3 июня 1942 — 14 апреля 1943);
- генерал-майор авиации В. И. Алексеев (14 апреля 1943 — 18 января 1944);
- полковник, со 20 апреля 1944 года генерал-майор авиации В. И. Смирнов (18 января 1944 — до конца войны)[5].

## Боевые действия
В ходе Битвы за Кавказ армия поддерживала боевые действия войск Северо-Кавказского фронта и кораблей Черноморского флота. В апреле 1943 года во взаимодействии с 4-й воздушной армией и авиацией Черноморского флота участвовала в воздушных сражениях на Кубани. В последующем в составе Степного (с 20 октября 1943 — 2-й Украинский) фронта участвовала в Белгородско-Харьковской операции, Битве за Днепр, в Кировоградской, Корсунь-Шевченковской, Уманско-Ботошанской, Ясско-Кишинёвской, Дебреценской, Будапештской, Венской, Банска-Быстрицкой и Пражской наступательных операциях.

## Награды
5 февраля 1944 года за боевые отличия, стойкость и массовый героизм личного состава, проявленные в Курской битве и в сражениях на Правобережной Украине, приказом Верховного Главнокомандующего были преобразованы: 1-й штурмовой авиакорпус (командир генерал-лейтенант авиации В. Г. Рязанов) — в 1-й гвардейский; 1-й бомбардировочный авиакорпус (генерал-майор авиации И. С. Полбин) — во 2-й гвардейский бомбардировочный; [148] 266-я штурмовая авиадивизия (полковник Ф. Г. Родякин) — в 8-ю гвардейскую штурмовую; 66, 673 и 735-й штурмовые авиаполки этой дивизии (майор Ф. В. Круглов, подполковники А. П. Матиков и С. Е. Володин) — в 140, 142 и 143-й гвардейские; 292-я штурмовая авиадивизия (генерал-майор авиации Ф. А. Агальцов) — в 9-ю гвардейскую; 667, 800 и 820-й полки этой дивизии (подполковники Д. К. Рымшин, П. М. Шишкин и Г. У. Чернецов) — в 141, 144 и 155-й гвардейские; 203-я истребительная авиадивизия (генерал-майор авиации К. Г. Баранчук) — в 12-ю гвардейскую; 247, 270 и 516-й полки этой дивизии (подполковник Я. Н. Кутихин, Герой Советского Союза подполковник В. А. Меркушев, майор А. И. Мочалин) — в 156, 152 и 153-й гвардейские; 293-я бомбардировочная авиадивизия (полковник Г. В. Грибакин) — в 8-ю гвардейскую; 780, 804 и 854-й полки этой дивизии (подполковник Ф. Д. Лушаев, майор А. М. Семёнов и подполковник Л. А. Новиков) —в 160, 161 и 162-й гвардейские.— Над Правобережной Украиной. «Военная Литература» Военная история. (ЦАМО, ф. 327, оп. 4999, д. 94, л. 14)
Всего за годы войны 5-я ВА совершила около 180 тысяч самолёто-вылетов. За боевые отличия 26 частей и соединений преобразованы в гвардейские, многие награждены орденами и удостоены почётных наименований. Свыше 16 тысяч воинов армии награждены орденами и медалями, 139 лётчикам и штурманам присвоено звание Героя Советского Союза, а Н. Д. Гулаев, К. А. Евстигнеев, С. Д. Луганский, Г. А. Речкалов удостоены этого звания дважды.

## Отличившиеся воины

### Герой Советского Союза, полный кавалер ордена Славы
Герой Советского Союза и полный кавалер ордена Славы Иван Григорьевич Драченко старший лётчик 140-го гвардейского штурмового авиационного полка (8-я гвардейская штурмовая авиационная дивизия, 1-й Гвардейский Штурмовой Авиационный Корпус 5-я воздушная армия. Представление на звание Героя было написано в августе 1944 года, к этому времени полк уже находился в составе 2-й Воздушной Армии

Он единственный лётчик в Военно-Воздушных Силах, который удостоен таких высоких государственных наград.

### Трижды Герои Советского Союза
- Кожедуб Иван Никитович
- Покрышкин Александр Иванович

| - Андрианов Василий Иванович - Бегельдинов Талгат Якубекович - Береговой Георгий Тимофеевич - Глинка Дмитрий Борисович - Гулаев Николай Дмитриевич - Евстигнеев Кирилл Алексеевич - Камозин Павел Михайлович - Клубов Александр Федорович - Луганский Сергей Данилович - Михайличенко Иван Харлампиевич - Одинцов Михаил Петрович - Плотников Павел Артемьевич - Полбин Иван Семенович - Речкалов Григорий Андреевич - Рязанов Василий Георгиевич - Столяров Николай Георгиевич |

| - Акимов Михаил Ильич - Александров Геннадий Петрович - Алферьев Николай Семенович - Амелин Алексей Степанович - Андрианов Илья Филиппович - Антипин Иван Алексеевич - Арсеньев Николай Лаврентьевич - Артамонов Николай Семенович - Архипенко Федор Федорович - Базаров Иван Федорович - Балабин Юрий Михайлович - Балдин Анатолий Михайлович - Безверхий Алексей Игнатьевич - Бекашонок Михаил Васильевич - Белоусов Николай Петрович - Белявин Евель Самуилович - Бесчастный Сергей Арсентьевяч - Бижко Владимир Егорович - Борисенко Иван Иванович - Бритиков Алексей Петрович - Брызгалов Павел Александрович - Бурмака Василий Антонович - Буряк Николай Васильевич - Бутко Александр Сергеевич - Валеев Агзам Зиганшевич - Василевский Егор Васильевич - Веревкин Василяй Трофимович - Войтекайтес Анатолий Наколаевич - Воронков Владимир Романович - Выдриган Николай Захарович - Гаврилов Владимир Яковлевич - Газизуллин Ибрагим Галимович - Галанов Геннадий Васильевич - Гапеенок Николай Иванович - Гарин Борис Иванович - Герасимов Иван Николаевич - Гейбо Иосиф Иванович - Гирич Андрей Иванович - Гнездилов Иван Федорович - Горбунов Александр Матвеевич - Горегляд Леонид Иванович - Горин Анатолий Сергеевич - Горкунов Михаил Степанович - Горюнов Сергей Кондратьевич - Гугнин Николай Павлович - Гулькин Иван Тихонович - Гусенко Павел Яковлевич - Дейнеко Степан Петрович - Дилигей Николай Куприянович - Денисенко Григорий Кириллович - Джинчарадзе Исрафил Кемалович - Дикий Михаил Прокофьевич - Добкевич Александр Антонович - Добродецкий Анатолий Васильевич - Догадайло Алексей Дмитриевич - Дунаев Николай Пантелеевич - Дьячков Александр Алексеевич - Евсюков Николай Андреевич - Егоров Василий Михайлович - Егоров Николай Сергеевич - Ермаков Иван Иванович - Жигуленков Борис Васильевич - Завадский Владимир Георгиевич - Заевский Виктор Антонович - Зайцев Дмитрий Михайлович - Зарубин Владимир Степанович - Зотов Матвей Иванович - Зуев Гавриил Прокофьевич - Иванов Василий Митрофанович - Казаков Анатолий Семенович - Калараш Дмитрий Леонтьевич - Каманин Николай Петрович - Канаев Алексей Федорович - Карнач Степан Андреевич - Киреев Алексей Иванович - Кирия Шалва Несторович - Клевцов Иван Васильевич - Кобликов Анатолий Николаевич - Коновалов Сергей Иванович - Кононенко Никита Никифорович - Константинов Анатолий Устинович - Коркоценко Дмитрий Игнатьевич - Корниенко Иван Михеевич - Коряков Василий Николаевич - Кочергин Григорий Климентьевич - Красавин Константин Алексеевич - Красилов Алексей Павлович - Красота Георгий Тимофеевич - Кузин Александр Григорьевич - Кузнецов Петр Нифонтович - Кузьмичев Иван Федорович - Куликов Николай Алексеевич - Куличев Иван Андреевич - Кумсков Виктор Александрович - Кучумов Александр Михайлович - Лакатош Владимир Павлович - Латыпов Куддус Канифович - Леонов Николай Иванович - Логинов Аркадий Петрович - Лозоренко Борис Иванович - Лопатин Борис Васильевич - Лыков Василий Михайлович - Люсин Владимир Николаевич - Лядов Григорий Григорьевич - Лядский Тимофей Сергеевич - Мазан Михаил Семенович - Макаров Алексей Трифонович - Мальцев Константин Савельевич - Матвеев Александр Васильевич - Матиенко Петр Андреевич - Матиков Александр Пантелеевич - Медведев Дмитрий Александрович - Мерквиладзе Гарри Александрович - Меркушев Василий Афанасьевич - Милованов Алексей Михайлович - Минин Яков Киреевич - Михалев Василий Павлович - Могильчак Иван Лазаревич - Молодчиков Владимир Николаевич - Морозов Фотий Яковлевич - Мочалов Михаил Ильич - Мудрецов Валентин Федорович - Мухин Анатолий Федорович - Мухин Василий Филиппович - Назин Иван Ильич - Нанейшвили Владимир Варденович - Наумов Василий Николаевич - Никитин Михаил Егорович - командир эскадрильи 131-го гвардейского штурмового авиационного полка - Нестеренко Дмитрий Акимович - Нестеров Игорь Константинович - Носов Савелий Васильевич - Ольховский Николай Иванович - Опрокиднев Борис Константинович - Павленко Николай Никитович - Палагин Владимир Степанович - Плеханов Андрей Филиппович - Потапов Петр Матвеевич - Пошивальников Степан Демьянович - Просандеев Иван Климентьевич - Прощаев Георгий Макеевич - Пряженников Александр Павлович - Пургин Николай Дванович - Решетов Алексей Михайлович - Рябов Сергей Иванович - Рязанцев Алексей Федорович - Савенков Николай Константинович - Самоделкин Виктор Михайлович - Семенов Федор Георгиевич - Сергов Алексей Иванович - Середа Игорь Емельянович - Симанчук Виктор Александрович - Скляров Иван Григорьевич - Степанов Михаил Иудович - Стробыкин Николай Николаевич - Тараненко Иван Андреевич - Труд Андрей Иванович - Тюленев Иван Николаевич - Феоктистов Сергей Алексеевич - Фигичев Валентин Алексеевич - Филатов Иван Андреевич - Чепелюк Сергей Георгиевич - Чепинога Павел Иосифович - Чесноков Федор Сергеевич - Чеченев Михаил Семенович - Шаменков Иван Фролович - Шапиро Валентин Ефимович - Шевчук Василий Михайлович - Широких Валентин Иванович - Шишов Леонид Михайлович - Шмиголь Петр Лукич - Шутт Николай Константинович - Юдин Алексей Сергеевич - Якименко Антон Дмитриевич - Якурнов Иван Федотович |

### Кавалеры ордена Славы трёх степеней.[6]
- Васильев, Алексей Афанасьевич, старший сержант, воздушный стрелок-радист 511-го отдельного разведывательного авиационного полка.
- Герасимов, Михаил Кузьмич, гвардии старшина, воздушный стрелок 90-го гвардейского штурмового авиационного полка 4-й гвардейской штурмовой авиационной дивизии.
- Демьянов, Иван Никитович , гвардии старшина, летчик 92 гвардейского штурмового авиационного полка 4 гвардейской штурмовой авиационной дивизии.
- Макаров, Пётр Георгиевич, старший сержант, воздушный стрелок-радист 511-го отдельного разведывательного авиационного полка.
- Шабанов, Владимир Макарович, гвардии старшина, старший воздушный стрелок 187 гвардейского штурмового авиационного полка 12 гвардейской штурмовой авиационной дивизии.